# Iradż Danajifard
Iradż Danajifard (ur. 11 marca 1951 w Teheranie, zm. 12 grudnia 2018 tamże) – irański piłkarz występujący podczas kariery na pozycji pomocnika.

## Kariera klubowa
Iradż Danajifard karierę piłkarską rozpoczął w drużynie Taj Teheran w 1970. W 1972 przeszedł do klubu Oghab Teheran, z którym rok później awansował do pierwszej ligi. W latach 1974–1976 występował w PAS Teheran. W 1976 powrócił do Taj, który później zmienił nazwę na Esteghlal. Z Taj zdobył Puchar Hazfi w 1977.
W 1979 wyjechał do USA, by występować w klubie Tulsa Roughnecks, w którym w 1984 zakończył karierę. Z Tulsą wygrał rozgrywki North American Soccer League w 1983.

## Kariera reprezentacyjna
W reprezentacji Iranu Danajifard zadebiutował 7 stycznia 1977 w wygranym 3-0 meczu eliminacji Mistrzostw Świata 1978 z Arabią Saudyjską.
W 1978 roku Danajifard został powołany do kadry na Mistrzostwa Świata. Iran zakończył turniej na fazie grupowej a Danajifard wystąpił w meczach ze Szkocją (bramka w 60 min.) i Peru. W 1980 po raz trzeci wystąpił w Pucharze Azji. Na turnieju w Kuwejcie zajął trzecie miejsce a Hejazi wystąpił w pięciu meczach z Syrią, Chinami, Bangladeszem, Koreą Północną (bramką), Kuwejtem i ponownie z Koreą Północną który był jego ostatnim meczem w kadrze. Ogółem w latach 1977–1980 Danajifard w reprezentacji wystąpił w 17 meczach, w których zdobył 3 bramki.